# Dmitri Dmitrijewitsch Schostakowitsch

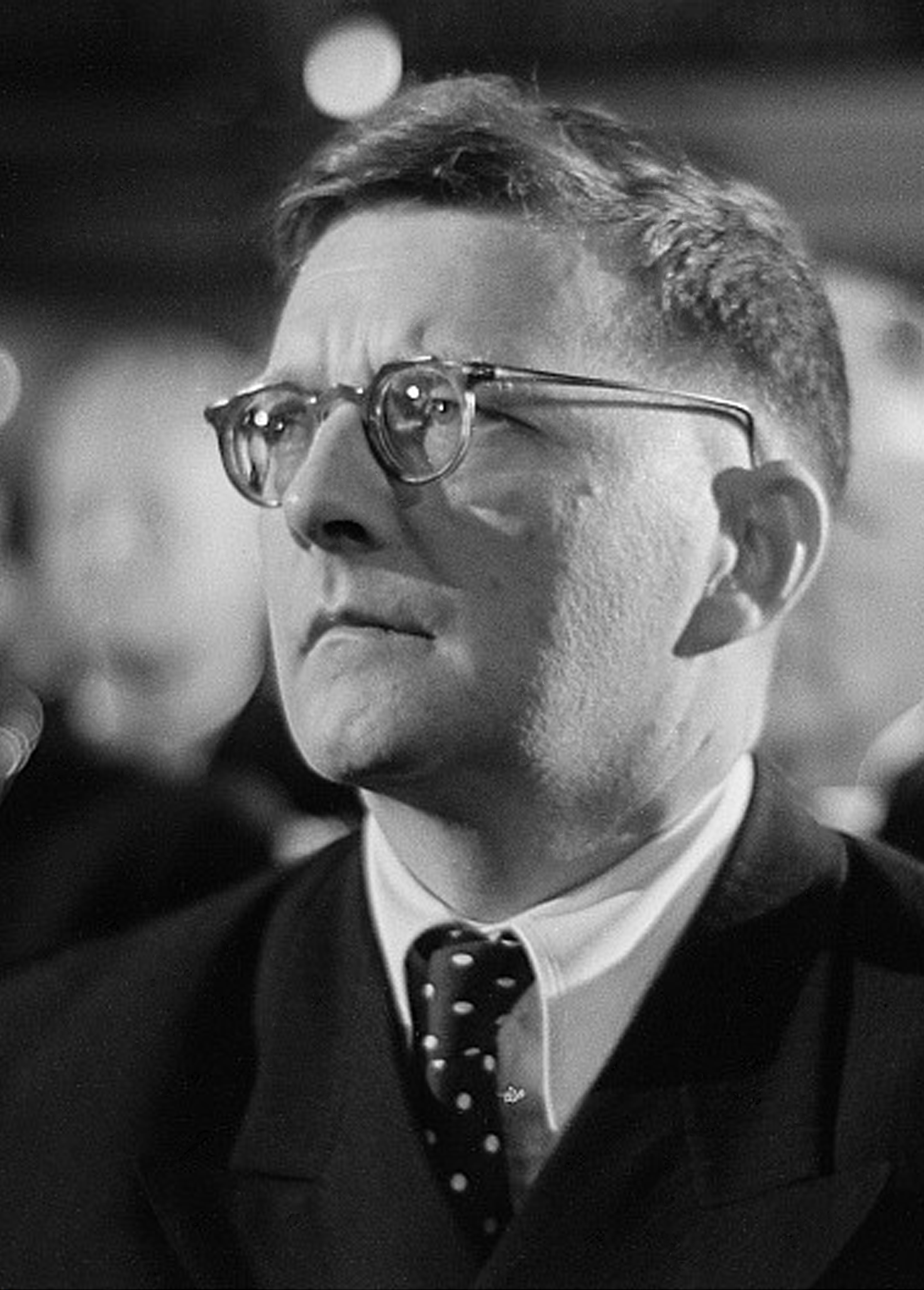
Dmitri Schostakowitsch (1950)

Dmitri Dmitrijewitsch Schostakowitsch (russisch Дми́трий Дми́триевич Шостако́вичⓘ, wissenschaftliche Transliteration Dmitrij Dmitrievič Šostakovič; * 12. Septemberjul. / 25. September 1906greg. in Sankt Petersburg; † 9. August 1975 in Moskau) war ein russischer Komponist, Pianist und Pädagoge der Sowjetzeit. Neben 15 Sinfonien, Instrumentalkonzerten, Bühnenwerken und Filmmusik komponierte er 15 Streichquartette, die zu den Hauptwerken des Kammermusikrepertoires im 20. Jahrhundert zählen.
Schostakowitsch gehört neben Igor Strawinski (1882–1971), Sergei Prokofjew (1891–1953), Sergei Rachmaninow (1873–1943) und Alexander Skrjabin (1872–1915) zu den bedeutendsten Komponisten Russlands im 20. Jahrhundert. Er war außerordentlich produktiv und vielseitig. Er schrieb dem Regime von Josef Stalin Hymnen und blieb gleichzeitig auf Distanz zum stalinistischen System, das ihn drangsalierte und jahrelang in Todesfurcht hielt. „Um die Geschichte unseres Landes zwischen 1930 und 1970 nachzuleben, reicht es aus, die Sinfonien von Schostakowitsch zu hören“, schrieb die Wochenzeitung Moskowskije Nowosti. Der Cellist Mstislaw Rostropowitsch sah im sinfonischen Schaffen Schostakowitschs eine „Geheimgeschichte Russlands“, und Gottfried Blumenstein bezeichnet sein Werk als „apokalyptischen Soundtrack zum 20. Jahrhundert“.

## Leben

### 1906–1925: Kindheit und Studium

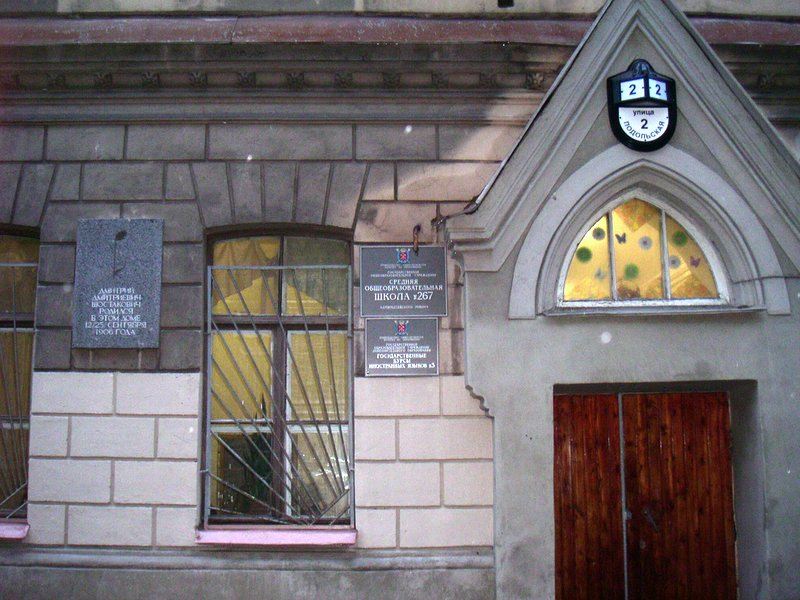
Gedenktafel am Geburtshaus von Schostakowitsch, Podolskaja-Straße 2, Sankt Petersburg

Schostakowitschs unmittelbare Vorfahren kamen aus Sibirien, sein Großvater väterlicherseits (ursprünglich Szostakowicz) war polnischer Herkunft und stammte aus einer römisch-katholischen Familie. Der Großvater war ein polnischer Revolutionär, der in den Januaraufstand von 1863/64 verwickelt war und 1866 nach Narym in der Nähe von Tomsk verbannt wurde. Als die Zeit seines Exils vorbei war, beschloss Bolesław Szostakowicz, in Sibirien zu bleiben. Er wurde schließlich ein erfolgreicher Bankier in Irkutsk und lebte dort mit seiner großen Familie. Sein Sohn, Dmitri Boleslawowitsch Schostakowitsch, der Vater des Komponisten, war im Exil in Narym im Jahre 1875 geboren, besuchte später in Sankt Petersburg die Universität, die er 1899 an der Fakultät für Physik und Mathematik abschloss. Später arbeitete er als Ingenieur in Sankt Petersburg. Im Jahre 1903 heiratete er die junge russische Pianistin Sofia Kokulina. Das Ehepaar hatte drei Kinder, Dmitri war das zweite. Trotz der musikalischen Tradition in der Familie interessierte sich der Sohn zunächst kaum für Musik; die Mutter konnte aber bald die Interessen des „Mitja“ genannten Dmitri und seiner großen Schwester Maria auf das Klavier lenken.
Das musikalische Talent des Jungen entfaltete sich durch den Klavierunterricht, und Dmitri unternahm bald seine ersten kompositorischen Versuche. 1917 wurde der Elfjährige Augenzeuge, wie bei einer Demonstration ein Arbeiter von Polizisten erschossen wurde. Mitja komponierte daraufhin eine Hymne an die Freiheit und einen Trauermarsch für die Opfer der Revolution.
Weil ihm sein Klavierlehrer nichts mehr beibringen konnte, begann Schostakowitsch 1919, am Konservatorium in Petrograd (Name Sankt Petersburgs von 1914 bis 1924) Klavier bei Leonid Nikolajew und Kompositionslehre bei Maximilian Steinberg zu studieren. Der Konservatoriumsdirektor Alexander Glasunow verfolgte die Entwicklung dieses Jungen mit dem absoluten Gehör mit Aufmerksamkeit, aber auch Skepsis, und unterstützte ihn gelegentlich auch finanziell. Als Glasunow seinem Schüler ein dringend benötigtes Stipendium verschaffte, bekannte er:
„Ich finde seine Musik schrecklich. Es ist das erste Mal, dass ich die Musik nicht höre, wenn ich die Partitur lese. Aber das ist unwichtig. Die Zukunft gehört nicht mir, sondern diesem Jungen.“
Anfang 1923, ein Jahr nach dem Tod seines Vaters, war die Familie aufgrund der wirtschaftlichen und politischen Unsicherheit der nachrevolutionären Zeit fast ruiniert. Zudem wurde bei Schostakowitsch, der von jeher eine schwache Gesundheit hatte, eine Lungen- und Lymphdrüsentuberkulose diagnostiziert. Dieses Leiden begleitete und prägte ihn sein ganzes Leben lang.

### 1926–1933: Welterfolg
Der sensationelle Erfolg seiner 1. Sinfonie in f-Moll 1925 verschaffte Schostakowitsch im Alter von nur neunzehn Jahren den Abschluss am Konservatorium und weltweite Anerkennung. Die Sinfonie wurde am 12. Mai 1926 von den Leningrader Philharmonikern unter der Leitung von Nikolai Malko uraufgeführt. Bei der Erstaufführung dieser als Diplomarbeit geschriebenen Sinfonie wurde nach einem überwältigenden Applaus der zweite Satz als Zugabe noch einmal gespielt. Ein Jahr später dirigierte Bruno Walter die Sinfonie in Berlin, Aufführungen in Amerika unter Leopold Stokowski und Arturo Toscanini folgten. Der Komponist Alban Berg schrieb Schostakowitsch einen Gratulationsbrief.
Dmitri Schostakowitsch setzte sich in der folgenden Zeit mit verschiedenen zeitgenössischen Musikrichtungen wie dem Futurismus, der Atonalität und dem Symbolismus auseinander, ging dabei jedoch einen ganz eigenen Weg. Seine Musik ist eine Mischung aus Konvention und Revolution, die sich auf fundiertes kompositorisches Handwerk, auf fantasievolle Instrumentierungen und moderne Melodik und Harmonik gründet. Inspiriert wurde er durch die Werke zeitgenössischer Komponisten wie Igor Strawinski und Sergei Prokofjew, und ab 1930 zunehmend durch die Werke Gustav Mahlers.
Schostakowitsch erhielt im März 1927 den Auftrag, für die Feierlichkeiten zum 10. Jahrestag der Oktoberrevolution eine Art Hymne zu schreiben. Daraufhin komponierte er im Sommer die 2. Sinfonie „An den Oktober“ in H-Dur, eine seiner avantgardistischsten Kompositionen dieser Zeit. Mit dieser Sinfonie schlug Schostakowitsch jedoch den für ihn einzig möglichen, von westlichen Musikkritikern allerdings lange Zeit missverstandenen musikalischen Weg eines propagandistischen Auftragskomponisten für die sowjetische Regierung ein. Doch hinter den scheinbaren Zugeständnissen an das stalinistische Regime versteckte Schostakowitsch an vielen Stellen eine Mischung aus Spott, Sarkasmus und Kritik an den politischen und gesellschaftlichen Zuständen.
„Marietta, auf Ihren Wunsch hin beschreibe ich Schostakowitsch. […] Sie glauben, dass er zerbrechlich, schwach, verschlossen, grenzenlos unkonventionell und rein wie ein Kind sei. Das stimmt nicht ganz. Und wenn es so wäre, hätte seine große Kunst nicht entstehen können. Er ist durchaus auch so, wie Sie sagen. Aber er ist zugleich hart, bissig, ungewöhnlich klug, wahrscheinlich stark, despotisch und nicht ganz so gut. […] Man muss ihn auch von dieser Seite sehen. Erst dann kann man irgendwie seine Kunst verstehen.“ (Michail Soschtschenko 1941 über seinen Freund Schostakowitsch in einem Brief an die armenische Schriftstellerin Marietta Schaginjan.)
Schostakowitsch erregte mit dem Ballett Der Bolzen erstmals den Ärger der Zensoren, das groteske Stück über Industriesabotage wurde 1931 abgesetzt.
Als er sich von der Komposition seiner 2. Sinfonie erholte, lernte er 1927 die Geschwister Warsar kennen, die Töchter eines bekannten Juristen und der Astronomin Sofja Warsar. Die jungen Leute verbrachten ihre Abende mit Pokerspielen. Bei jeder sich bietenden Gelegenheit besuchte Schostakowitsch die Familie Warsar. Er fühlte sich zu Nina Warsar hingezogen; davon war deren Familie allerdings nicht begeistert, da ihre Tochter ihr Mathematik- und Physikstudium noch nicht abgeschlossen hatte. Doch die beiden Verliebten setzten sich durch und heirateten am 13. Mai 1932 im zweiten Anlauf – beim ersten Termin einige Monate zuvor war der Bräutigam wegen einer seelischen Krise nicht erschienen und erst einige Tage später völlig deprimiert wieder aufgetaucht.

### 1934–1936: Schostakowitsch und der Stalinismus
Nachdem Schostakowitschs erste Oper Die Nase (nach Gogols gleichnamiger Erzählung), eine Satire auf die russische Bürokratie, die das erste lange Schlagzeugsolo der europäischen Musik enthält und über die sich Komponisten der Gegenwart wie György Ligeti voller Bewunderung äußerten, nach 16 Aufführungen von den Bühnen verschwunden war, begann der Komponist mit seiner zweiten Oper, Lady Macbeth von Mzensk, ein Werk, das für sehr viel Aufruhr sorgen sollte.
Die Uraufführung am 22. Januar 1934 in Leningrad war ein gewaltiger Erfolg. Zwei Tage später fand die zweite in Moskau statt. Zwei Jahre lang, mit fast 200 Aufführungen in Moskau und Leningrad, feierte das Werk einen Erfolg nach dem anderen. Die Popularität und der Ruhm Schostakowitschs nahmen zu; er wurde von Kritikern und Publikum gleichermaßen gefeiert.
Zwei Jahre nach der Uraufführung, am 16. Januar 1936, besuchte Josef Stalin gemeinsam mit Wjatscheslaw Molotow, Anastas Mikojan und Andrei Schdanow die Aufführung der Oper im Bolschoi-Theater. Stalin saß, hinter einem Vorhang verborgen, in der Regierungsloge, rechts über dem Orchestergraben. Die Loge war mit Stahlplatten abgeschirmt, um mögliche Attentate zu verhindern. Die verstärkten Blechbläser trompeteten ihm direkt in die Ohren. Schostakowitsch, der ebenfalls anwesend war, beklagte sich später, das „Schaschliktemperament“ sei mit dem ungarischen Dirigenten durchgegangen, und das Orchester habe zu viel des Guten gegeben, besonders im Zwischenspiel am Ende des ersten Aktes, in dem ein Koitus illustriert wird. Es wird behauptet, dass sich Stalin während der Oper wortlos erhob und das Theater verließ, ohne Schostakowitsch in seiner Loge empfangen zu haben. Diese Reaktion kam im damaligen Klima der permanenten Angst, in Ungnade zu fallen, fast einer Hinrichtung gleich. „Das ist albernes Zeug, keine Musik“, sagte Stalin zum Musikkorrespondenten der Iswestija.
Am 28. Januar brachte die sowjetische Propaganda-Zeitung Prawda einen wahrscheinlich von Machthaber Josef Stalin selbst geschriebenen, nicht signierten – also von der Kommunistischen Partei abgesegneten – Artikel „Chaos statt Musik“ über die Oper heraus, in dem das Werk als Ausdruck „linksradikaler Zügellosigkeit“ und „kleinbürgerlichen Neuerertums“ gegeißelt und mit dem „Formalismus“-Vorwurf verdammt wurde. Dies war aufgrund der Signalwirkung katastrophal. Alle Aufführungen wurden gestoppt; Schostakowitsch erfuhr davon auf einer Konzertreise im Norden. Ein Kritiker nach dem anderen tat Abbitte und stolperte über seine vorherigen Meinungen. Die nächsten Monate schlief Schostakowitsch mit einem kleinen Koffer unter dem Bett, in seinen Kleidern, stets gewärtig, wie damals üblich des Nachts von der Geheimpolizei NKWD abgeholt zu werden. Dann befielen ihn Depressionen und Suizidgedanken, die ihn in unregelmäßigen Abständen für Jahrzehnte begleiten sollten. Er wurde mehrfach in die bereits zum damaligen Zeitpunkt berüchtigte Geheimdienstzentrale Lubjanka vorgeladen, zu sogenannten „Volksfeinden“ befragt und eingeschüchtert. 1937 drohte der NKWD-Offizier Leonid Sakowski (eigentlich Genrich Ernestowitsch Schtubis) Schostakowitsch die Verhaftung an, falls er angebliche Mitverschwörer an einer Attentatsplanung nicht denunziere. Schostakowitsch entkam dem Ultimatum nur dadurch, dass vor dessen Ablauf Sakowski selbst liquidiert worden war.
„Das Warten auf die Exekution ist eines der Themen, die mich mein Leben lang gemartert haben, viele Seiten meiner Musik sprechen davon.“
Jahre später, in der Zeit des Tauwetters unter Stalins Nachfolger Nikita Chruschtschow an der sowjetischen Staatsspitze, überarbeitete Schostakowitsch Lady Macbeth von Mzensk zu einer neuen Fassung, die am 8. Januar 1963 unter dem neuen Titel Katerina Ismailowa uraufgeführt wurde. Einige der anrüchigen Textpassagen wurden dafür entschärft.

### 1937–1953: Komponieren unter Stalin
Nachdem er seine 4. Sinfonie in c-Moll aufgrund des kritischen Prawda-Artikels zurückgezogen und in der Schublade hatte verschwinden lassen, begann Schostakowitsch am 18. April 1937 unter der offiziellen Parole der „praktischen Antwort eines Sowjetkünstlers auf gerechte Kritik“ die Arbeit an seiner gemäßigten 5. Sinfonie in d-Moll auf der Krim.
Zurück in Leningrad erfuhr er, dass der Mann seiner Schwester verhaftet und sie selbst nach Sibirien deportiert worden war.
Nach der Uraufführung wurde die 5. Sinfonie offiziell als die Rückkehr des verlorenen Sohnes in die linientreue Kulturpolitik dargestellt. Das Werk wurde ein großer internationaler Erfolg, lange Zeit wurde das Marschfinale als Verherrlichung des Regimes angesehen. Die in ihrer Echtheit umstrittenen Memoiren Schostakowitschs behaupten, dass der Triumphmarsch in Wirklichkeit ein Todesmarsch sei:
„Was in der Fünften vorgeht, sollte meiner Meinung nach jedem klar sein. Der Jubel ist unter Drohungen erzwungen. […] So als schlage man uns mit einem Knüppel und verlange dazu: Jubeln sollt ihr! Jubeln sollt ihr! Und der geschlagene Mensch erhebt sich, kann sich kaum auf den Beinen halten. Geht, marschiert, murmelt vor sich hin: Jubeln sollen wir, jubeln sollen wir. Man muss schon ein kompletter Trottel sein, um das nicht zu hören.“
Die 7. Sinfonie in C-Dur geht in dieser Doktrin noch weiter und gilt als Schostakowitschs bekanntestes Werk. Zu dieser Sinfonie sagte er laut den Memoiren:
„Ich empfinde unstillbaren Schmerz um alle, die Hitler umgebracht hat. Aber nicht weniger Schmerz bereitet mir der Gedanke an die auf Befehl Stalins Ermordeten …“
Das Werk entstand 1941 zur Zeit der Belagerung Leningrads durch Hitlers Truppen, während Schostakowitsch der Feuerwehr zugeteilt war und unter Granatenbeschuss an seinem Werk arbeitete. Der Pekinger Neurologe Wang Dajue berichtete, dass er in den 1950er Jahren mit einem führenden sowjetischen Neurochirurgen zusammengearbeitet habe; dieser habe ihm erzählt, dass Schostakowitsch in Leningrad von einem deutschen Schrapnell getroffen worden sei und er ihn einige Jahre später mit Röntgenstrahlen untersucht habe, wobei er einen Metallsplitter im Cornu inferius des linken Hirnventrikels gefunden habe. Dieses habe verursacht, dass Schostakowitsch während des seitlichen Neigens des Kopfes unwillkürlich immer wieder verschiedene Melodien gehört habe, die er dann auch zum Komponieren verwendet habe. Dies ist jedoch nicht durch unabhängige Quellen belegt, so dass an der Zuverlässigkeit dieser Aussage gezweifelt werden kann.
Im Oktober 1941 wurde Schostakowitsch mit seiner Familie aus Leningrad ausgeflogen und konnte die Sinfonie in Kuibyschew (Samara) fertigstellen, wo sie am 5. März 1942 vom dorthin ausgelagerten Orchester des Bolschoi-Theaters unter Leitung von Samuil Samossud uraufgeführt wurde. Die Moskauer Erstaufführung am 27. März fand ebenfalls unter lebensgefährlichen Umständen statt, doch selbst ein Luftalarm konnte die Zuhörer nicht dazu bewegen, die Schutzräume aufzusuchen. Stalin war daran interessiert, die Sinfonie auch außerhalb der Sowjetunion als Symbol des heroischen Widerstands gegen den Faschismus bekannt zu machen. Am 22. Juni dirigierte sie Sir Henry Wood in London, und Arturo Toscanini leitete die erste Aufführung der Sinfonie in den Vereinigten Staaten, die am 19. Juli 1942 in New York mit dem NBC Symphony Orchestra stattfand und Schostakowitsch auf die Titelseite des Time Magazine brachte. Sein Wunsch nach einer Aufführung in Leningrad ging kurze Zeit später in Erfüllung: Ein Sonderflugzeug durchbrach die Luftblockade, um die Orchesterpartitur nach Leningrad zu fliegen. Das Konzert vom 9. August (Dirigent: Karl Eliasberg) wurde von allen sowjetischen Rundfunksendern übertragen. Schostakowitsch erhielt den Stalinpreis für sein Werk, da es als Hommage an den Widerstandswillen der von deutschen Truppen eingeschlossenen hungernden Bevölkerung aufgefasst wurde. Die Interpretation der Sinfonie bleibt dabei bis heute umstritten. Die „Memoiren“ selbst sprechen davon, dass Schostakowitsch weder Hitler noch Stalin als Ziel seiner Sinfonie sah. Vielmehr findet sich im ersten Satz ein Motiv, das entweder als „Hitler-“ oder als „Stalin-Motiv“ gedeutet wird. Tatsächlich handelt es sich dabei um eine Variation auf das Gewaltthema aus der Oper Lady Macbeth von Mzensk. Es taucht in einer Form auf, die in der Oper für die staatliche Gewalt in Form der Polizei und als Bedingung für den Mord verwendet wird. Die 7. Sinfonie wurde Schostakowitsch aufgrund ihrer nicht eindeutigen Auslegung in den Reden Schdanows im Umkreis der Verfolgung sowjetischer Komponisten 1948 vorgeworfen.
Auch die epische 8. Sinfonie in c-Moll, 1943 in Moskau unter Jewgeni Mrawinski uraufgeführt und oft als „Stalingrader Sinfonie“ bezeichnet, entstand unter dem Eindruck der Kriegsgeschehnisse. Im Gegensatz zu den Erwartungen, er würde nach der „Leningrader“ etwas ähnlich Triumphales schreiben, das dem schicksalhaften Sieg der Sowjetunion über die vorrückenden deutschen Truppen in Stalingrad Ausdruck verlieh, ist die 8. Sinfonie in weiten Teilen nachdenklich, melancholisch und zeigt im Ergebnis keine Befriedigung über den Sieg, sondern kündet von individuellem Leid und der Trauer über die unglaublichen Verluste an Menschenleben. Die Sinfonie meidet in ihrem humanistischen Engagement große heroische Gesten. Sind der grandiose erste Satz (Adagio) und die beiden folgenden Sätze noch von apokalyptischer Steigerung, teilweise aggressiven und schnellen Tempi geprägt, erklingen in den beiden letzten Sätzen grüblerische, leise Töne, bevor der letzte Satz still und offen verklingt. Nach dem Krieg fiel die 8. Sinfonie der Zensur zum Opfer, sie wurde nicht mehr aufgeführt, und sogar viele Rundfunkmitschnitte wurden gelöscht.
Nach dem Ende des gewonnenen Zweiten Weltkriegs erwartete die Musikwelt eine Triumphsinfonie – etwa im Stile Beethovens Neunter. Doch Schostakowitsch fiel mit seiner 9. Sinfonie in Es-Dur bei der sowjetischen Kritik erneut durch, denn es handelt sich stattdessen um ein Werk von fast haydnscher Schlichtheit, welches mit grotesker „Zirkusmusik“ endet – weit entfernt von einem grandiosen Finale.
Bisher aber ist nicht erkannt worden, dass Schostakowitsch hier das Lied Lob des hohen Verstandes aus Gustav Mahlers Des Knaben Wunderhorn zitierend versteckt, in welchem der Esel entscheidet, dass der Kuckuck schöner singe als die Nachtigall. Hinweise dazu gibt der Artikel von Jakob Knaus in der Neuen Zürcher Zeitung vom 29. Oktober 2016 unter dem Titel Das Geheimnis von Schostakowitschs 9. Sinfonie: Der Weiseste der Weisen – ein Esel? Stalin war nach Ende des Zweiten Weltkriegs als großer Sieger und als „Weisester der Weisen“ bezeichnet worden. Dass der Esel den Kuckuck als Sänger der Nachtigall vorzieht, liegt darin begründet, dass der Kuckuck nur zwei Töne singt und deshalb vom breiten Volk verstanden werden kann; die Nachtigall hingegen singt zu kompliziert und muss deshalb als Formalistin verurteilt werden.
Nachdem Schostakowitsch schon vor dem Krieg im Zentrum der Kritik gestanden hatte, entzündete sich nach Debatten über zeitgenössische sowjetische Dichter und Literaten (unter anderem Anna Achmatowa) nun erneut eine Diskussion über moderne sowjetische Musik: Schostakowitsch und viele namhafte Komponisten der Sowjetunion, z. B. Prokofjew oder Chatschaturjan, wurden 1948 vom sowjetischen Komponistenverband und dessen Präsidenten Tichon Chrennikow unter ideologischer Führung von Andrej Schdanow wiederum des „Formalismus“ und der „Volksfremdheit“ beschuldigt. Schostakowitsch komponierte weiterhin, ohne auf die Vorwürfe einzugehen. Praktisch alle bedeutenden Werke dieser Zeit waren ausschließlich für die Schublade bestimmt und wurden erst während der Tauwetter-Periode oder seit dem Zerfall des Ostblocks uraufgeführt. Seine persönliche Lage entsprach derjenigen der Zeit nach 1936: über sein Schicksal bestimmte einzig Stalin. Weltweit mittlerweile ein berühmter und angesehener Komponist, sah sich Schostakowitsch in der Sowjetunion erneut in der Lage, ständig zwischen der drohenden Verhaftung einerseits und Auszeichnungen für sein Werk andererseits zu stehen.
Im Kampf gegen den „Formalismus“ sah sich Schostakowitsch, obwohl mehrfach mit Stalin-Preisen ausgezeichnet, vor allem nach 1948 heftig attackiert. Er profilierte sich mit Werken, die dem sozialistischen Realismus scheinbar unterzuordnen waren, und hielt problematischere Werke zurück (etwa das emotional aufgeladene 1. Violinkonzert, den Liederzyklus Aus jüdischer Volkspoesie und das 4. Streichquartett mit seinen unverkennbar jüdischen Themen im Finale). Ein Werk mit besonders deutlicher Sprache war das im Ergebnis der repressiven Kulturpolitik, der sogenannten Schdanowschtschina, entstandene satirische Stück Antiformalistischer Rajok, in der er zwei fiktive Genossen – Genosse Eins (Stalin) und Genosse Zwei (Schdanow) – auf jeweils eine georgische Volksliedmelodie bzw. einen Walzer die Vorstellungen der Führung von der geforderten „positiven“ und „optimistischen“ Grundstimmung in der sowjetischen Musik singen ließ. Schostakowitsch hielt das brisante Stück zeit seines Lebens zurück.
In dieser Zeit (1950/51) entstanden auch die 24 Präludien und Fugen op. 87, inspiriert von der Teilnahme Schostakowitschs an den Feierlichkeiten in Leipzig anlässlich des 200. Todestages von Johann Sebastian Bach.

### 1953–1961: Poststalinismus
1953 starb Stalin, und Schostakowitsch veröffentlichte seine 10. Sinfonie in e-Moll, seine Abrechnung mit dem Diktator. Nach dem Zeugnis seines Sohnes Maxim beschreibt der Komponist im Scherzo (2. Satz Allegro) „das schreckliche Gesicht Stalins“. Es ist ein Werk der Trauer und des Schmerzes, aber es endet mit einer Geste des persönlichen Triumphes und der Selbstbehauptung: dem Buchstabenmotiv D-S-C-H (in der Notation D-Es-C-H; quasi einem Analogon zum bekannten B-A-C-H-Motiv), Schostakowitschs Initialen in deutscher Schreibweise. Hier, im Finale der Zehnten, stoppt ein einziges, nachdrückliches D-Es-C-H abrupt das „schreckliche“ Thema des Scherzos, das sich zuvor fast unmerklich in eine ausgelassene Stimmung einmischte und diese an sich zu reißen drohte; die Sinfonie endet schließlich mit wiederholten, triumphalen Akkorden des D-Es-C-H.
Die Notenfolge D-Es-C-H verarbeitete Schostakowitsch thematisch auch in vielen anderen Werken, so etwa auch in seinem 8. Streichquartett und seinem 1. Cellokonzert.
1957 folgte die 11. Sinfonie in g-Moll mit dem Untertitel „Das Jahr 1905“. 1905 bezieht sich auf den Petersburger Blutsonntag, als der Zar auf eine unbewaffnete Menschenmenge schießen ließ, die ihm eine Bittschrift zukommen lassen wollte. An diesen Zwischenfall und die sich anschließenden Unruhen, die über 1.000 Menschenleben forderten, sollte mit der 11. Sinfonie erinnert werden. Verbreitet ist auch die Ansicht, dass sich Schostakowitsch auf den Aufstand in Ungarn 1956 bezogen habe. Wie allerdings im gesamten Schaffen Schostakowitschs kann auch solch eine Interpretation nicht antikommunistisch ausgelegt werden. Ähnlich der 13. Sinfonie, hier speziell der Satz „Im Laden“, liegt eine tiefe Verbundenheit zum individuellen Leiden der einfachen Menschen nahe. Am 30. Oktober 1957 fand die Uraufführung unter Natan Rachlin statt.
1958 wurde Schostakowitsch mit dem hochdotierten finnischen Wihuri-Sibelius-Preis ausgezeichnet.
Erneute Diskussionen folgten, doch nach und nach errang Schostakowitsch wieder mehr Anerkennung in der Sowjetunion, begünstigt vor allem durch zahllose Aufführungen und Ehrungen im Ausland: Unter anderem erhielt er die Ehrendoktorwürde der University of Oxford. Am 8. Juni 1958 wurde eine Resolution des Zentralkomitees der Kommunistischen Partei veröffentlicht, in der Schostakowitsch, Chatschaturjan, der verstorbene Prokofjew und andere Komponisten rehabilitiert wurden und die Kritik des Dekretes vom Februar 1948 (siehe Schdanowschtschina-Beschlüsse) zurückgenommen wurde. Nach Uraufführung der 12. Sinfonie in d-Moll erfolgte Schostakowitschs Aufnahme in die KPdSU, was Schostakowitsch, wie man später in Briefen an seinen Vertrauten Isaak Glikman nachlesen konnte, stark belastete. Nach außen verhielt er sich gegenüber der Sowjetunion loyal und war lange Zeit als Sekretär des Komponistenverbandes der UdSSR tätig. Nach und nach wurde sein früheres Œuvre rehabilitiert. Es kam zu Wiederaufführungen seiner Opern Die Nase und Lady Macbeth von Mzensk, die in einer überarbeiteten Fassung als Katarina Ismailowa stattfand. Er durfte die Sowjetunion wieder verlassen und nahm die Einladung der DDR-Regierung an, für den Film Fünf Tage – Fünf Nächte die Filmmusik zu komponieren. Als Gast der DDR-Regierung wurde er in der Nähe von Dresden, in dem kleinen ländlichen Luftkurort Gohrisch, im Gästehaus des Ministerrates untergebracht. Hier komponierte Schostakowitsch sein einziges im Ausland entstandenes Werk, das 8. Streichquartett. Seine Gemütsverfassung war noch sehr von seinen jüngsten Erfahrungen geprägt, daher wurde das Werk, anders als von offizieller Seite durch eine Widmung „Im Gedenken an die Opfer des Faschismus und des Krieges“ suggeriert, weniger von Schostakowitschs Eindrücken des im Zweiten Weltkrieg größtenteils zerstörten, nahegelegenen Dresden beeinflusst, sondern trägt stark autobiografische Züge und enthält erneut implizite Kritik am Sowjetregime. Er komponierte das Streichquartett im Innenhof des Gästehauses, heute Hotel Albrechtshof Gohrisch, an einem kleinen Gartenbecken unter einer Buche. Nach seiner Rückkehr in die Heimat konnte Schostakowitsch wieder unterrichten, und 1961 erlebte er die verspätete Uraufführung seiner 4. Sinfonie unter Kirill Kondraschin. Die deutsche Erstaufführung erfolgte 1963 durch die Dresdner Staatskapelle ebenfalls unter Kondraschin.

### 1962–1975: Spätwerk
Nach einer zweiten unglücklichen Ehe, die nur drei Jahre dauerte, heiratete er 1962 Irina Antonowna Supinskaja.
Schostakowitsch war Professor am Leningrader und Moskauer Konservatorium. Zu seinen Schülern gehörten wichtige zeitgenössische Komponisten wie Edisson Denissow und Sofia Gubaidulina. Er pflegte in dieser Zeit auch intensive Kontakte zu Dichtern wie Joseph Brodsky und Oleksandr Bejderman.
In der Mitte der 1960er Jahre häuften sich Erkrankungen, Schostakowitsch litt unter einer chronischen Rückenmarksentzündung, die zu einer fortschreitenden Lähmung der rechten Hand führte. 1966 erlitt er einen ersten Herzinfarkt, fünf Jahre später einen zweiten. Mit seiner 13. Sinfonie in b-Moll geriet Schostakowitsch erneut in die Kritik, da das Werk zu Worten des Dichters Jewgeni Jewtuschenko den russischen Antisemitismus anprangert; das Werk wurde nach einigen Aufführungen abgesetzt. Die 14. Sinfonie für Sopran, Bass und Kammerorchester setzte sich bereits eindrücklich mit dem Thema Tod und Abschied auseinander. In den letzten Lebensjahren, beginnend etwa mit dem 2. Cellokonzert, ist in Schostakowitschs Schaffen eine deutliche Reduktion der Mittel und Konzentration des Ausdrucks zu beobachten, zudem erfährt seine Musik eine deutliche Schärfung der Harmonik. Im Februar 1967 schrieb Schostakowitsch die Sieben Romanzen nach Worten von A. Blok für Sopran, Violine, Violoncello und Klavier. Deren Uraufführung gestalteten David Oistrach, Mstislaw Rostropowitsch, Galina Wischnewskaja und Mieczysław Weinberg. Diese auf das wesentlichste konzentrierte Musik der Sieben Romanzen wird zu Schostakowitschs größten Leistungen gerechnet. „Sie sind ein Meisterwerk der Vokallyrik, die in seinem Schaffen nicht ihresgleichen haben und zu den wundervollsten Vokalzyklen unseres Jahrhunderts zählen.“

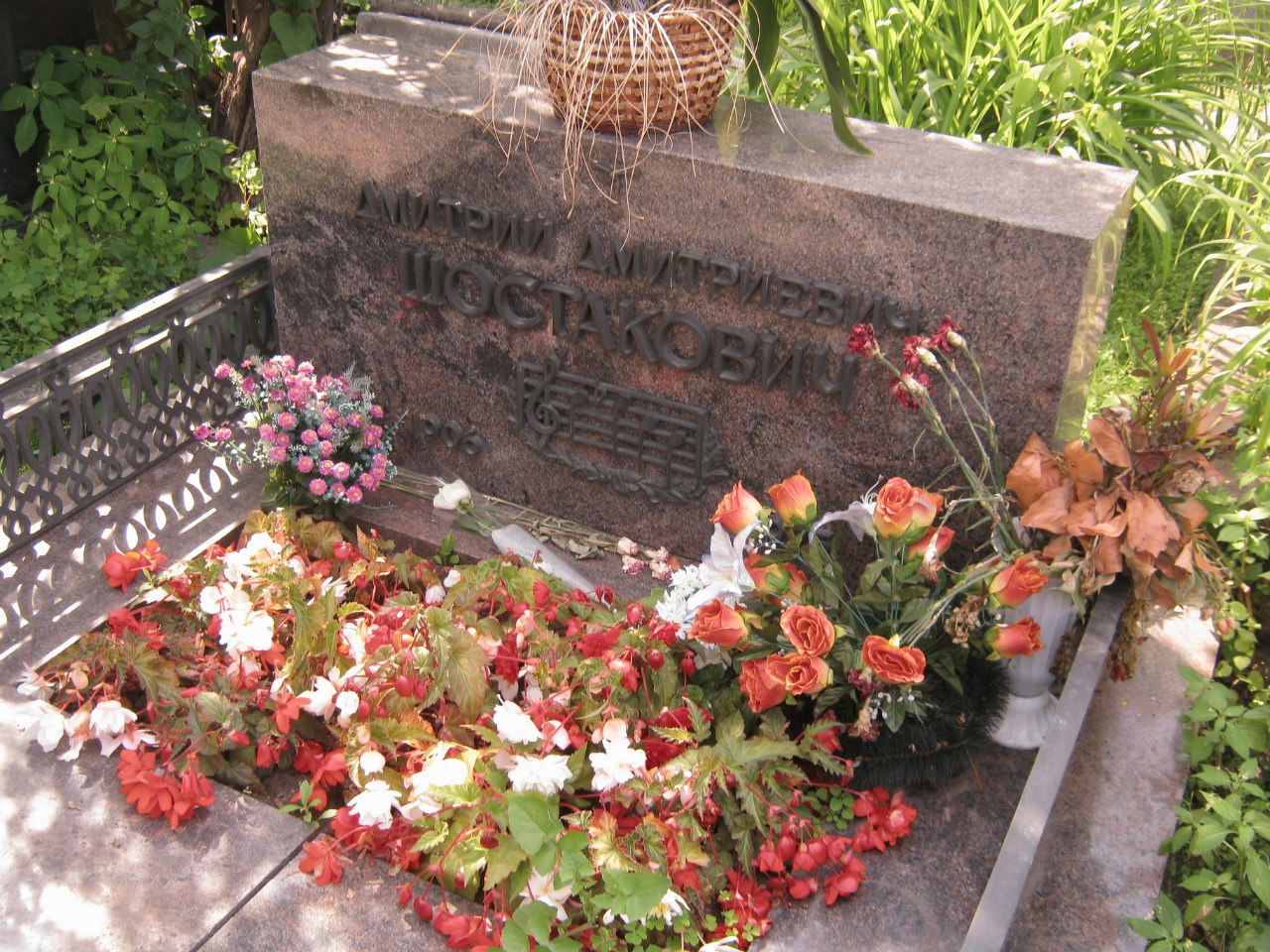
Schostakowitschs Grab auf dem Moskauer Nowodewitschi-Friedhof. Der Grabstein zeigt Schostakowitschs musikalische Signatur DSCH.

Ende 1967 brach sich Schostakowitsch ein Bein, und er blieb gehbehindert. Seitdem verbrachte er jedes Jahr einige Monate in Krankenhäusern und Pflegeheimen. Die 15. Sinfonie in A-Dur, seine letzte, ist ein mit (Selbst-)Zitaten angefüllter, rätselhafter, nur auf den ersten Blick freundlicher, vielmehr abgründiger Rückblick auf ein Komponistenleben voller Höhen und Tiefen. Sie wurde von seinem Sohn Maxim Schostakowitsch am 8. Januar 1972 im großen Saal des Moskauer Konservatoriums uraufgeführt.
Sein letztes vollendetes Werk ist eine Sonate für Viola und Klavier (op. 147, komponiert von April bis 5. Juli 1975). In deren sardonisch-groteskem Scherzo verwendete er Material aus seiner unvollendeten (und damals noch unbekannten) Oper Die Spieler (1941–1942), und das Finale stellt eine Hommage an Beethoven dar. Schostakowitsch korrigierte die Druckfahnen vier Tage vor seinem Tod im Krankenhaus. Das Werk wurde nach dem Tod des Komponisten am 1. Oktober 1975 in Leningrad vom Widmungsträger Fjodor Druschinin (Viola) und von Michail Muntjan (Klavier) uraufgeführt; zuvor gab es am 25. September eine private Aufführung im Haus des Komponisten.
Schostakowitsch starb am 9. August 1975 an einem Herzinfarkt. Unter den vielen Kränzen, die das Grab schmückten, war auch einer des KGB.
Er wurde auf dem Nowodewitschi-Friedhof in Moskau bestattet.

## Schostakowitsch-Museum
Im Jahre 2006 wurde in Sankt Petersburg in der Dreizimmerwohnung an der Maratstraße 9 ein Schostakowitsch-Museum eingerichtet, welches der Stadt von den Stiftern (dem Cellisten Mstislaw Rostropowitsch und der Sopranistin Galina Wischnewskaja) übereignet wurde. Schostakowitsch verbrachte in dieser Wohnung die Jahre 1914 bis 1933, u. a. seine Studienjahre. Das Museum beherbergt auch ein Archiv mit Briefen, Fotos, Gemälden, Konzertanzeigen und Zeitungskritiken. Das Museum gehört als Filiale zum Petersburger Theatermuseum.

## Sonstiges
Schostakowitsch hatte ein leidenschaftliches Interesse an Fußball und war Autor einer Chronik über die Frühzeit des sowjetischen Fußballs.

## Preise, Ehrungen und Auszeichnungen

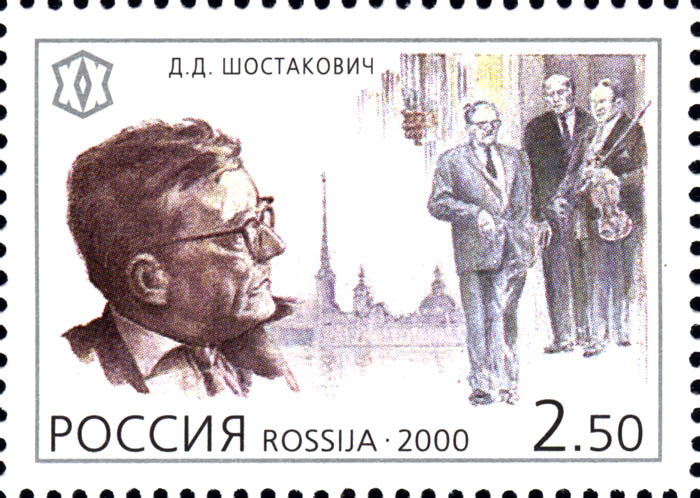
Dmitri Schostakowitsch auf einer russischen Briefmarke (2000)

- Orden des Roten Banners der Arbeit (1940)
- Stalinpreis (1941, 1942, 1946, 1950, 1952)
- Leninorden (1947, 1956)
- Volkskünstler der RSFSR (1948)
- Volkskünstler der UdSSR (1954)
- Internationaler Friedenspreis des Weltfriedensrates (1954)
- Ehrenmitglied der Königlich Schwedischen Musikakademie (1954)
- Korrespondierendes Mitglied der Akademie der Künste Berlin (1955)
- Ehrenmitglied der Accademia Nazionale di Santa Cecilia (1956)
- Ehrendoktor der University of Oxford (1958)
- Leninpreis (1958)
- Wihuri-Sibelius-Preis (1958)
- Chevalier de l’Ordre des Arts et des Lettres (1958)
- Ehrenmitglied der American Academy of Arts and Letters (1960)[14]
- Assoziiertes Mitglied der Académie royale des Sciences, des Lettres et des Beaux-Arts de Belgique (1960)[15]
- Mitglied des Internationalen Musikrates der UNESCO (1963)
- Mitglied der Serbischen Akademie der Wissenschaften und Künste (1965)
- Goldmedaille der Royal Philharmonic Society (1966)
- Held der sozialistischen Arbeit (1966)
- Großes Silbernes Ehrenzeichen für Verdienste um die Republik Österreich (1967)
- Korrespondierendes Mitglied der Bayerischen Akademie der Schönen Künste (1968)
- Staatspreis der UdSSR (1968)
- Mozartmedaille durch die Mozartgemeinde Wien (1969)[16]
- Orden der Oktoberrevolution (1971)
- Stern der Völkerfreundschaft in Gold (1972)
- Léonie-Sonning-Musikpreis (1973)
- Ehrendoktor der Schönen Künste der Northwestern University in Evanston bei Chicago (1973)
- Glinka-Staatspreis (1974)
- Österreichisches Ehrenzeichen für Wissenschaft und Kunst (1974)
- Auswärtiges Mitglied der Académie des Beaux-Arts (1974)
- Namensgeber für die Schostakowitsch-Halbinsel in der Antarktis (1974)
- Taras-Schewtschenko-Preis – Nationalpreis der Ukraine (1976)
- Benennung des Asteroiden des mittleren Hauptgürtels (2669) Shostakovich[17]

## Werke

### Bühnenwerke

#### Opern
- Zygani (Die Zigeuner), o. op. – Oper. Libretto: Alexander Sergejewitsch Puschkin; verloren bis auf drei Fragmente des Klavierauszugs: Duett (Semfira, Aleko), Arietta, Fragment eines Terzetts (Petrograd 1919/20)
- Nos (Die Nase), op. 15 – Oper in drei Akten (15 Bildern). Libretto: Jewgeni Samjatin, Georgij Jonin, Aleksandr Prejs und Dmitri Schostakowitsch, nach Gogols Erzählung Die Nase (Moskau/Leningrad Juni 1927 bis 24. Juni 1928), UA Leningrad, Maly Operny, 18. Januar 1930
- Orango, o. op. – Opernfragment (1932) für Soli, Chor und Orchester. Libretto: Alexei Nikolajewitsch Tolstoi, Alexander Startschakow. Klavierauszug, 2004 entdeckt von Olga Digonskaja. Orchestrierung: Gerard McBurney. UA Los Angeles 2. Dezember 2011 unter Esa-Pekka Salonen und Peter Sellars.[18][19] Deutsche Erstaufführung (halbszenisch) Staatstheater Darmstadt 13. Mai 2018 unter Will Humburg
- Ledi Makbet Mzenskowo ujesda (Lady Macbeth von Mzensk), op. 29 – Oper in vier Akten (neun Bildern). Libretto: Aleksandr Prejs und Dmitri Schostakowitsch (Leningrad u. a. 14. Oktober 1930 bis 17. Dezember 1932), UA Leningrad, Maly Operny, 12. Januar 1934
- Der große Blitz, o. op. – Komische Oper (unvollendet). Libretto: Nikolai Nikolajewitsch Assejew (1933), UA Leningrad 11. Februar 1981 (konzertant)
- Skaska o pope i o rabotnike jewo Balde (Das Märchen vom Popen und seinem Knecht Balda), op. 36 – Opernfragment (von Sofja Chentowa in zwei Akten zusammengestellt). Libretto: Dmitri Schostakowitsch, nach Alexander Puschkin (Leningrad/Krim 1934), UA Leningrad, Maly-Theater am 28. September 1980
- Igroki (Die Spieler), op. 63 – Opernfragment. Libretto: nach Gogol, ergänzt von Krzysztof Meyer (Kuibyschew Dezember 1941 – Juni 1942), UA Moskau 18. September 1978 (konzertant), ergänzte Fassung: Wuppertal, Opernhaus 12. Juni 1983
- Katarina Ismailowa, Neufassung der Lady Macbeth von Mzensk, op. 114 (1956–1963), UA Moskau, Stanislawski-Nemirowitsch-Dantschenko-Musiktheater 8. Januar 1963

#### Ballette
- Solotoi wek (Das goldene Zeitalter), op. 22 – Ballett in drei Akten. Libretto: Alexander Iwanowski (Leningrad Herbst 1929 – Februar 1930), UA Leningrad, Akademisches Theater für Oper und Ballett 26. Oktober 1930
- Bolt (Der Bolzen) op. 27 – Ballett in drei Akten. Libretto: Wiktor Smirnow (Leningrad 1930/31), UA Leningrad, Akademisches Theater für Oper und Ballett 8. April 1931
- Swetly rutschei (Der helle Bach), op. 39 – Ballett in drei Akten (vier Bildern). Libretto: Fjodor Lopuchow und Adrian Piotrowski (Leningrad 1934/35), UA Leningrad, Akademisches Theater für Oper und Ballett 4. Juni 1935

#### Operette
- Moskau, Tscherjomuschki, op. 105 – Operette in 3 Akten. Text: Wladimir Mass und Michail Tscherwinski (1957/58), UA Moskau, Operettentheater 24. Januar 1959

### Orchesterwerke

#### Sinfonien
- 01. Sinfonie f-Moll op. 10 für Orchester (1924–1925)
- 02. Sinfonie H-Dur op. 14 „An den Oktober“ für gemischten Chor und Orchester (1927)
- 03. Sinfonie Es-Dur op. 20 „Zum 1. Mai“ für gemischten Chor und Orchester (1929)
- 04. Sinfonie c-Moll op. 43 für Orchester (1935–1936), UA 1961
- 05. Sinfonie d-Moll op. 47 für Orchester (1937)
- 06. Sinfonie h-Moll op. 54 für Orchester (1939)
- 07. Sinfonie C-Dur op. 60 „Leningrader Sinfonie“ für Orchester (1941)
- 08. Sinfonie c-Moll op. 65 für Orchester (1943)
- 09. Sinfonie Es-Dur op. 70 für Orchester (1945)
- 10. Sinfonie e-Moll op. 93 für Orchester (1953)
- 11. Sinfonie g-Moll op. 103 „Das Jahr 1905“ für Orchester (1957)
- 12. Sinfonie d-Moll op. 112 „Das Jahr 1917“ für Orchester, „Zum Gedenken an Lenin“ (1961)
- 13. Sinfonie b-Moll op. 113 „Babi Jar“ (nach Gedichten von Jewgeni Jewtuschenko) für Bass, Männerchor und Orchester (1962)
- 14. Sinfonie op. 135 (nach Gedichten von García Lorca, Apollinaire, Küchelbecker und Rilke) für Sopran, Bass, Streichorchester und Schlagzeug (1969)
- 15. Sinfonie A-Dur op. 141 für Orchester (1971), UA am 8. Januar 1972

#### Konzerte
- 1933: Klavierkonzert Nr. 1 c-Moll op. 35 – für Klavier, Trompete und Streichorchester
- 1947/1948: Violinkonzert Nr. 1 a-Moll op. 77 (erst 1955 als op. 99 veröffentlicht)
- 1957: Klavierkonzert Nr. 2 F-Dur op. 102
- 1959: Cellokonzert Nr. 1 Es-Dur op. 107
- 1966: 2. Cellokonzert g-Moll op. 126
- 1967: 2. Violinkonzert cis-Moll op. 129

#### Suiten und Sonstiges
- 1919: Scherzo fis-Moll op. 1
- 1921/1922: Thema und Variationen B-Dur op. 3
- 1923/1924: Scherzo Es-Dur op. 7
- 1928: Tahiti Trot, op. 16, eine Orchesterversion von Tea for Two
- 1928: Zwei Stücke von Domenico Scarlatti op. 17 für Militärorchester
- 1931: Der bedingt Ermordete, op. 31, eine kritische Revue
- 1934: Suite für Jazzorchester Nr. 1, o. op. (ursprünglich op. 38)
- 1935: „Fünf Fragmente“, op. 42
- 1938: Suite für Jazzorchester Nr. 2, o. op.; im Jahr 2000 orchestriert von Gerard McBurney
- 1942: Festmarsch, o. op., für Blasorchester
- 1947: „Festouvertüre“, op. 96[20]
- um 1955: Suite für Varieté-Orchester
- 1967: „Oktober“, op. 131
- 1970: Marsch der sowjetischen Miliz op. 139 für Blasorchester

### Filmmusik (Auswahl)
- 1929: Das neue Babylon (Regie: Grigori Kosinzew und Leonid Trauberg) op. 18
- 1930/1931: Odna – Allein (Regie: Grigori Kosinzew und Leonid Trauberg) op. 26
- 1931: Goldene Berge (Regie: Sergei Jutkewitsch)
- 1931: Enthusiasmus (Donbass-Sinfonie) (Entusiasm (Simfonija Donbassa))
- 1932: Der Gegenplan (Regie: Sergei Jutkewitsch, Friedrich Ermler, Leo Arnstam) op. 33
- 1933–1935: Das Märchen vom Popen und seinem Knecht Balda, unvollendeter Zeichentrickfilm (Regie Michail Zechanowski, UA der Musik als Oper im Leningrader Maly-Theater am 28. September 1980) op. 36
- 1934/1935: Maxims Jugend (Regie: Grigori Kosinzew und Leonid Trauberg) op. 41
- 1936/1937: Maxims Rückkehr (Regie: Grigori Kosinzew und Leonid Trauberg) op. 45
- 1938: Der große Patriot, Teil 1 (Regie: Friedrich Ermler) op. 52
- 1938: Mann mit Gewehr (Regie: Sergei Jutkewitsch) op. 53
- 1939: Der große Patriot, Teil 2  (Regie: Friedrich Ermler) op. 55
- 1944: Zoya (Regie: Leo Arnstam) op. 64
- 1948: Mitschurin (als Die Welt soll blühen in der SBZ 25. März 1949) (Regie: Alexandr Dowschenko) op. 78
- 1948: Begegnung an der Elbe (Regie: Grigori Alexandrow) op. 80
- 1950: Der Fall von Berlin (Padenije Berlina) (Regie: Micheil Tschiaureli) op. 82
- 1951: Das unvergeßliche Jahr 1919 (Regie: Micheil Tschiaureli) op. 89
- 1954: Einheit (Regie: Joris Ivens) op. 95
- 1955: Die Stechfliege (The Gadfly) (Regie: Alexander Fainzimmer; Verfilmung des gleichnamigen Romans von Ethel Lilian Voynich) op. 97
- 1961: Fünf Tage – Fünf Nächte (Regie: Leo Arnstam) op. 111
- 1962: Die Eingeschlossenen (I sequestrati di Altona)
- 1963/1964: Hamlet (Regie: Grigori Kosinzew) op. 116
- 1967: Der Tag wird kommen (Sofia Perowskaja) (Regie: Leo Arnstam) op. 128
- 1970: König Lear (Regie: Grigori Kosinzew) op. 137

Das Leitmotiv von Stanley Kubricks Film Eyes Wide Shut ist der 1955 komponierte Walzer Nr. 2 aus Schostakowitschs Suite für Varieté-Orchester (im Abspann des Films sowie in verschiedenen späteren Einspielungen noch fälschlich als Suite für Jazzorchester Nr. 2 bezeichnet).

### Kammermusik
- Klaviertrio Nr. 1 c-Moll op. 8 (1923)
- Drei Stücke für Cello und Klavier op. 9 (verloren) (1923/1924)
- Präludium und Scherzo für Streichoktett/Streichorchester op. 11 (1924/1925)
- Sonate d-Moll für Cello und Klavier, op. 40 (1934)
- Streichquartett Nr. 1 C-Dur op. 49 (1938); bearbeitet als Kammersinfonie für Streichorchester, op. 49a von Rudolf Barschai
- Klavierquintett g-Moll op. 57 (1940)
- Klaviertrio Nr. 2 e-Moll op. 67 (1944)
- Streichquartett Nr. 2 A-Dur op. 68 (1944)
- Streichquartett Nr. 3 F-Dur op. 73 (1946); bearbeitet als Kammersinfonie für Kammerorchester mit Holzbläsern, Harfe und Celesta, op. 73a von Rudolf Barschai
- Streichquartett Nr. 4 D-Dur op. 83 (1949); bearbeitet als Kammersinfonie für Streichorchester, op. 83a von Rudolf Barschai
- Streichquartett Nr. 5 B-Dur op. 92 (1952)
- Streichquartett Nr. 6 G-Dur op. 101 (1956)
- Streichquartett Nr. 7 fis-Moll op. 108 (1960)
- Streichquartett Nr. 8 c-Moll op. 110 (1960), offiziell gewidmet den Opfern des Faschismus und des Krieges; bearbeitet als Kammersinfonie (oder Sinfonietta) c-Moll für Streichorchester, op. 110a (oder op. 110bis) von Rudolf Barschai (diese Bearbeitung wurde von Schostakowitsch legitimiert)
- Streichquartett Nr. 9 Es-Dur op. 117 (1964)
- Streichquartett Nr. 10 As-Dur op. 118 (1964); bearbeitet als Kammersinfonie As-Dur für Streichorchester, op. 118a (oder op. 118bis) von Rudolf Barschai
- Streichquartett Nr. 11 f-Moll op. 122 (1966)
- Streichquartett Nr. 12 Des-Dur op. 133 (1968)
- Sonate für Violine und Klavier op. 134 (1968)
- Streichquartett Nr. 13 b-Moll op. 138 (1970)
- Streichquartett Nr. 14 Fis-Dur op. 142 (1973)
- Streichquartett Nr. 15 es-Moll op. 144 (1974); 1991 bearbeitet mit Zustimmung der Witwe des Komponisten als Requiem für Streichorchester, op. 144bis von Mischa Rachlewski
- Sonate für Viola und Klavier op. 147 (1975)

### Klaviermusik
- Acht Präludien für Klavier solo op. 2 (1919/1920)
- Thema und Variationen B-Dur für Klavier op. 3a
- Fünf Präludien für Klavier solo, o. op. [aus: 24 Präludien in Zusammenarbeit mit G. Klements und P. Feldt] (1920/1921)
- Drei phantastische Tänze für Klavier solo op. 5 (1922)
- Suite fis-Moll für 2 Klaviere op. 6 (1922)
- Scherzo Es-Dur für Klavier op. 7a (1923/1924)
- Sonate Nr. 1 für Klavier solo op. 12 (1926)
- Aphorismen – Zehn Stücke für Klavier solo op. 13 (1927)
- 24 Präludien für Klavier solo op. 34 (1932/33)
- Polka für Klavier solo, o. op. [Arr. aus dem Ballett Das goldene Zeitalter op. 22, 1927–1930] (1935)
- Sonate Nr. 2 h-Moll für Klavier solo op. 61 (1942)
- Sechs Kinderstücke für Klavier solo op. 69 (1944/1945)
- 24 Präludien und Fugen für Klavier solo op. 87 (1950/51)
- Concertino a-Moll für 2 Klaviere op. 94 (1953)
- Die Glocken von Noworossiysk für Klavier solo, o. op. (1960)
- Sieben Puppentänze für Klavier solo, o. op. (1952–1962)
- Polka für Klavier zu 4 Hd., o. op. [Arr. des gleichnamigen Werks für Klavier solo, o. op., 1935] (1962)
- Tarantella für 2 Klaviere, o. op. [Arr. aus der Filmmusik Die Stechfliege / Die Hornisse op. 97, 1955] (1963)

### Singstimme und Klavier
- Zwei Fabeln nach Iwan Krylow op. 4a (1922)
- Sechs Romanzen nach Texten japanischer Dichter op. 21 (1928/1931)
- Madrigal für Singstimme und Klavier o. op. (1933)
- Vier Romanzen nach Puschkin op. 46 (1936/1937)
- 27 Romanzen und Lieder von verschiedenen Komponisten bearbeitet für Soldatenkonzerte o. op. (1941)
- Sechs Romanzen nach Versen englischer Dichter op. 62 (1942)
- Zwei Lieder für Singstimme und Klavier op. 72 (1945)
- Aus der jüdischen Volkspoesie op. 79 (1948)
- Zwei Romanzen nach Worten von Lermontow op. 84 (1950)
- Vier Lieder für Singstimme und Klavier op. 86 (1951)
- Griechische Lieder o. op. (1954)
- Vier Monologe nach Worten von Puschkin op. 91 (1952)
- Fünf Romanzen für Baß und Klavier op. 98 (1954)
- Spanische Lieder op. 100 (1956)
- Satiren (Bilder aus der Vergangenheit) op. 109 (1960); 1980 bearbeitet für Singstimme und Orchester von B. Tischtschenko
- Fünf Romanzen nach Worten aus der Zeitschrift Krokodil Nr. 24 vom 30. August 1965 op. 121 (1965)
- Vorwort zu meinem Gesamtœuvre und einige kurze Gedanken hinsichtlich dieses Vorworts op. 123 (1966)
- „Frühling, Frühling“ op. 128 (1967)
- Sechs Romanzen nach Worten von Marina Zwetajewa op. 143 (1973)
- Suite nach Worten von Michelangelo op. 145 (1974)
- Vier Gedichte des Hauptmanns Lebjadkin op. 146 (1975)
- Es gab Küsse o. op. (1954 ?)
- Weltfriedenslied „Für den Frieden der Welt“ und zahlreiche andere Massenlieder (1940er und 1950er Jahre)

### Verschiedene Vokalwerke
- Zehn russische Volkslieder für Solostimmen, Chor und Klavier o. op. (1951)
- Antiformalistisches Rajok für Soli, gemischten Chor und Klavier o. op. (1948–1957)
- Sieben Romanzen nach Worten von A. Blok für Sopran, Violine, Violoncello und Klavier op. 127 (1967)
- Entgegen dem kühlenden Morgen

### Werke für Singstimme und Orchester
- Sechs Romanzen nach Texten japanischer Dichter op. 21 (1928/1931)
- Drei Romanzen nach Puschkin o. op., Orchesterfassung der Romanzen op. 46
- Sechs Romanzen nach Versen englischer Dichter op. 62a, Orchesterfassung der Romanzen op. 62 (1942/1943)
- Acht englische und amerikanische Volkslieder o. op. (1944)
- Aus der jüdischen Volkspoesie op. 79a, Orchesterfassung des Zyklus op. 79 (1948/1963)
- Sechs Romanzen für Bass und Orchester, Orchesterfassung der Romanzen op. 62 (1942/1971)
- 14. Sinfonie op. 135 (nach Gedichten von García Lorca, Apollinaire, Küchelbecker und Rilke) für Sopran, Bass, Streichorchester und Schlagzeug (1969)
- Sechs Romanzen nach Worten von Marina Zwetajewa op. 143a, Orchesterfassung der Romanzen op. 143 (1973/1974)
- Suite nach Worten von Michelangelo op. 145a, Orchesterfassung der Suite op. 145 (1974)

### Werke für Chor und Orchester
- Zwei Fabeln nach Iwan Krylow für Alt, Altchor und Orchester op. 4 (1921/1922)
- 2. Sinfonie H-Dur op. 14 „An den Oktober“ für gemischten Chor und Orchester (1927)
- 3. Sinfonie Es-Dur op. 20 „Zum 1. Mai“ für gemischten Chor und Orchester (1929)
- Poem an die Heimat für Soli, Chor und Orchester op. 74 (1947)
- Das Lied von den Wäldern. Oratorium op. 81 (1949), Text von Jewgeni Aronowitsch Dolmatowski
- Über unserer Heimat strahlt die Sonne. Kantate op. 90 (1952)
- 13. Sinfonie b-Moll op. 113 „Babi Jar“ (nach Gedichten von Jewgeni Jewtuschenko) für Bass, Männerchor und Orchester (1962)
- 14. Sinfonie op. 135 nach Gedichten von Federico García Lorca, Guillaume Apollinaire, Wilhelm Küchelbecker und Rainer Maria Rilke, für Sopran, Bass und Kammerorchester
- Die Hinrichtung des Stefan Rasin. Poem op. 119 (1964)

### Werke für Chor a cappella
- Zehn Poeme nach Worten revolutionärer Dichter vom Ende des 19. und Anfang des 20. Jahrhunderts op. 88 (1951)
- Zwei Bearbeitungen russischer Volkslieder op. 104 (1957)
- Die Treue. Acht Balladen nach Versen von Jewgeni Dolmatowski op. 136 (1970)

## Werke anderer Komponisten über Schostakowitsch
- Edisson Denissow: Kammermusik über DSCH für Klarinette, Posaune, Violoncello und Klavier (1969)
- Günter Kochan: Klavierstück für D. Sch. (1974)
- Horst Lohse: Nocturne memorialis D. S. (2006) für Klavier. UA am 25. November 2006 Sankt Petersburg (Festival Sound Ways, Aleksandr Machniov)
- Ernst Hermann Meyer: Präludium für D. Sch. für Klavier (1975)
- Friedrich Schenker: Streichquartett Nr. 2, Omaggio à Michelangelo Buonarroti e Dmitri Schostakovitsch (1983)
- Alfred Schnittke: Praeludium „In Memoriam DSCH“ für Violine (1975)
- Alfred Schnittke: Widmung an Igor Strawinsky, Sergej Prokofjew, Dmitri Schostakowitsch für Klavier zu 6 Händen (1979); eingespielt auf (Musica non grata: Schnittke) BMG CD 74321 56264 2
- Ronald Stevenson: Passacaglia on DSCH für Klavier (1960–1962)
- Mieczysław Weinberg: Sinfonie Nr. 12 „In Memoriam Dmitri Schostakowitsch“ (1975/76)
- Nebojša Jovan Živković: CTPAX * STRAH für Perkussion + Tonband (mit der Stimme von Schostakowitsch (aus den Reden im Rundfunk aus dem belagerten Leningrad am 2. April 1941 und im Kreml vor dem Komponistenverband der UdSSR am 2. April 1974)). Hommage à Schostakowitsch (1987); eingespielt auf (Marimba & percussion solo) Cadenza CD CADD 878-8
- Kolja Roterberg: Hymne zum 70-Jährigen Jubiläum der Schostakowitsch-Musikschule Berlin Lichtenberg (2024)

## Theater
- The Noise of Time. Theatralische Meditation über Leben und Werk von Dmitri Schostakowitsch, Großbritannien, 2000, Konzept und Inszenierung: Simon McBurney, Théâtre de Complicité, London, Musik: 15. Streichquartett von Schostakowitsch aufgeführt vom Emerson String Quartet, Inhaltsangabe:[21], Besprechung:[22].

## Filme
- Dmitri Schostakowitsch – Altowaja sonata. Dokumentarfilm von Semjon Aranowitsch und Alexander Sokurow, Leningrader Studio für Dokumentarfilme (LSDF), UdSSR 1981, 75 Min. Erste öffentliche Präsentation im Jahr 1987; internationale Veröffentlichung im Jahr 2000. DVD erschienen 2005 bei Ideale Audience International. (Die komplizierte Überlebensgeschichte des Films unter schwierigen politischen Bedingungen ist im Begleitmaterial geschildert.) Ausgehend vom letzten Werk des Komponisten, der Sonate für Viola Op. 147, werden Stationen aus dem Leben des Komponisten geschildert. Enthält viele seltene Dokumente, z. B. einen Mitschnitt eines Telefonats des Komponisten mit dem Violinisten David Oistrach über das 2. Violinkonzert Op. 129 und einen Ausschnitt des Finales der 5. Sinfonie Op. 47 mit den New Yorker Philharmonikern unter Leonard Bernstein in Moskau im Beisein des Komponisten.

- Zeugenaussage (Testimony), Filmbiographie, Großbritannien, 1987/1988, 157 Min., nach dem Buch von Solomon Wolkow, Produzent: Tony Palmer, Regie: Tony Palmer, Produktion: Isolde Films in Zusammenarbeit mit The Mandemar Group, Österreichischer Rundfunk (ORF), Nederlandse Omroepstichting (NOS), Danmarks Radio (DR), Sveriges Television (SVT), Channel Four Films, mit Ben Kingsley als Dmitri Schostakowitsch

- The War Symphonies: Shostakovich against Stalin. Dokumentarfilm, Kanada, Deutschland, Niederlande, 1997, 76 Min., Regie: Larry Weinstein, Produktion: Rhombus Media Inc. (Toronto), ZDF, mit Dmitri Schostakowitsch in historischen Aufnahmen; mit Valery Gergiev, Galina Schostakowitsch, Isaak Glikman, Tichon Chrennikow, Abram Gosenpud u. v. a. Mit Ausschnitten aus den Sinfonien 4, 5, 6, 7, 8 und 9, aus der Oper Lady Macbeth von Mzensk, aus dem Antiformalistischen Rajok, und verschiedenen Filmmusiken.

- Dmitri Schostakowitsch: Dem kühlen Morgen entgegen. Dokumentarfilm, Deutschland, 2007/2008, 79 Min., Buch und Regie: Oliver Becker und Katharina Bruner, Produktion: Loft Music, ZDF, Erstsendung: 6. Dezember 2008, mit Armin Mueller-Stahl als Kommentator, Tichon Chrennikow, Gennadi Roschdestwenski, Mstislaw Rostropowitsch, Kurt Sanderling, Galina, Irina und Maxim Schostakowitsch. Besprechung:[23].

- Dmitri Schostakowitsch – Ein Mann mit vielen Gesichtern. Dokumentarfilm, Deutschland, 2015, 55 Min., Buch und Regie: Reiner E. Moritz, Produktion: RM Arts, Erstsendung: 8. Februar 2015 bei ARD-alpha, Inhaltsangabe von ARD. Interviews mit Schostakowitsch, seinem Sohn Maxim und seinem Weggefährten Rudolf Barschai.

## Belletristik
Dmitri Schostakowitsch ist eine der zentralen Figuren in folgenden literarischen Werken:
- Sarah Quigley: Der Dirigent. (Originaltitel: The conductor, übersetzt von Bettina Abarbanell), Aufbau, Berlin 2012, ISBN 978-3-351-03502-0.
- William T. Vollmann: Europe Central. (Übersetzt aus dem Amerikanischen von Robin Detje), Suhrkamp, Berlin 2013, ISBN 978-3-518-42368-4.
- Hans Neuenfels: Ich war der Kater von Dmitri Schostakowitsch. In: Katzenmusik und Katerstimmung: Tierisch-musikalische Geschichten, herausgegeben von Elke Heidenreich und illustriert von Rudi Hurzlmeier, (= Edition Elke Heidenreich), Bertelsmann, München 2012, ISBN 978-3-570-58036-3.
- Julian Barnes: The Noise of Time. Jonathan Cape, London 2016, ISBN 978-1-910702-60-4, Besprechungen:[24]
• Der Lärm der Zeit, deutsch von Gertraude Krueger. Kiepenheuer & Witsch, Köln 2017, ISBN 978-3-462-04888-9.[25]